# Resource Description Framework
Resource Description Framework (RDF, «среда описания ресурса») — это разработанная консорциумом Всемирной паутины модель для представления данных, в особенности — метаданных. 

## Описание
RDF представляет утверждения о ресурсах в виде, пригодном для машинной обработки. RDF является частью концепции семантической паутины.

Вид данных в ресурсе в RDF может быть любой — как информационной (например, веб-сайт или изображение), так и неинформационной (например, человек, город или некое абстрактное понятие). Утверждение, высказываемое о ресурсе, имеет вид «субъект — предикат — объект» и называется триплетом. Утверждение «небо голубого цвета» в RDF-терминологии можно представить следующим образом: субъект — «небо», предикат — «имеет цвет», объект — «голубой». Для обозначения субъектов, отношений и объектов в RDF используются URI.
Множество RDF-утверждений образует ориентированный граф, в котором вершинами являются субъекты и объекты, а рёбра отображают отношения.
RDF сам по себе является не форматом файла, а только лишь абстрактной моделью данных, то есть описывает предлагаемую структуру, способы обработки и интерпретации данных. Для хранения и передачи информации, уложенной в модель RDF, существует целый ряд форматов записи.
Для обработки RDF-данных предлагается реализовать языки запросов: SPARQL (стандарт W3C), RQL, RDQL.

## История
История появления RDF имеет своё начало в 1990 году, когда Тим Бернерс-Ли предложил отмечать типы ссылок между документами для облегчения автоматической обработки. Типы ссылок, однако, не были включены в первую спецификацию HTML, но идея была подхвачена в системе описания метаданных MCF. Обобщённое представление метаданных нашло отражение в рекомендации W3C по RDF в 1999 году. С тех пор стандарты RDF развиваются, появляются новые средства для работы с RDF.

## Набор стандартов
С 10 февраля 2004 года RDF имеет статус стандарта W3C. С 25 февраля 2014 принят стандарт RDF 1.1.
Перечень стандартов, имеющих отношение к RDF (см. http://www.w3.org/TR/):
- 2015 год:
  - Linked Data Platform 1.0 (англ.) — Введение в Linked Data, описание предлагаемых подходов к использованию RDF в сети Интернет.
  - Формат представления RDFa
    - RDFa Core 1.1 - Third Edition (англ.) — Описание основ синтаксиса «RDFa» для RDF 1.1
    - RDFa Lite 1.1 - Second Edition (англ.) — Описание облегчённого синтаксиса «RDFa Lite» для RDF 1.1
    - HTML+RDFa 1.1 - Second Edition (англ.) — Особенности синтаксиса «RDFa» в HTML для RDF 1.1
    - XHTML+RDFa 1.1 - Third Edition (англ.) — Особенности синтаксиса «RDFa» в XHTML для RDF 1.1
- 2014 год:
  - Модель данных RDF 1.1:
    - RDF 1.1 Concepts and Abstract Syntax (англ.) — Понятия и абстрактный синтаксис RDF 1.1
    - RDF Schema 1.1 (англ.) — Словарь RDF 1.1
    - RDF 1.1 Semantics (англ.) — Семантика RDF 1.1

  - Форматы представления:
    - RDF 1.1 XML Syntax (англ.) — Описание синтаксиса «RDF/XML» для RDF 1.1
    - RDF 1.1 Turtle (англ.) — Описание синтаксиса «Turtle» для RDF 1.1
    - RDF 1.1 N-Triples (англ.) — Описание синтаксиса «N-Triples» для RDF 1.1
    - RDF 1.1 N-Quads (англ.) — Описание синтаксиса «N-Quads» для RDF 1.1
    - RDF 1.1 TriG (англ.) — Описание синтаксиса «TriG» для RDF 1.1
    - JSON-LD 1.0 (англ.) — Описание синтаксиса «JSON-LD», представление RDF-данных в формате JSON
    - JSON-LD 1.0 Processing Algorithms and API (англ.) — Описание алгоритмов обработки и их API для RDF-данных, представленных в форме «JSON-LD»

  - Прикладные словари и онтологии
    - Data Catalog Vocabulary (DCAT) (англ.) — онтология понятий в области описания опубликованного в сети каталога информации и содержащихся в нём наборов данных
    - The RDF Data Cube Vocabulary (англ.) — онтология понятий в области описания многомерных наборов данных
    - The Organization Ontology (англ.) — онтология понятий в области описания структуры организаций
- 2013 год:
  - SPARQL 1.1
  - Rule Interchange Format
    - RIF RDF and OWL Compatibility (Second Edition) (англ.) — использование с RDF рекомендуемого W3C подхода к описанию и выполнению правил

  - Связанные стандарты
    - Internationalization Tag Set (ITS) Version 2.0 (англ.)
- 2012 год:
  - Web Ontology Language
  - rdf:PlainLiteral: A Datatype for RDF Plain Literals (Second Edition) (англ.)
  - Отражение реляционных данных в RDF:
    - A Direct Mapping of Relational Data to RDF (англ.) — прямое
    - R2RML: RDB to RDF Mapping Language (англ.) — гибкое
    - Use Cases and Requirements for Mapping Relational Databases to RDF (англ.) — исходные примеры применения и требования, 2010 год

  - Ontology for Media Resources 1.0 (англ.) — онтология для описания медиа-ресурсов
- 2008 год:
  - SPARQL 1.0
- 2004 год:
  - Resource Description Framework (RDF): Concepts and Abstract Syntax (англ.) — Понятия и абстрактный синтаксис RDF 1.0
  - RDF Semantics (англ.) — Семантика RDF 1.0
  - RDF Test Cases (англ.) — Набор тестовых данных RDF
  - RDF Primer (англ.) — Введение в RDF

Также есть множество черновиков и заметок, среди которых есть Linked Data Glossary (англ.) — глоссарий всех понятий, связанных с RDF.

## Форматы представления
Для записи и передачи RDF используется несколько форматов, в том числе:
- RDF/XML — запись в виде XML-документа;
- RDF/JSON (англ.) — запись в виде JSON-данных;
- RDFa (англ. RDF in attributes) — запись внутри атрибутов произвольного HTML- или XHTML-документа;
- N-Triples, Turtle, N3 — компактные[4] формы записи утверждений.

## Семантика
RDF предоставляет средства для построения информационных моделей, но не касается семантики описываемого. Взятый в отдельности граф RDF можно понимать только как граф. Толкование значения основывается на способности пользователей RDF интерпретировать отдельные URI, строковые литералы и структуру графа, и по ним интерпретировать остальные URI и семантику данных.
Для выражения семантики требуются словари (англ. vocabularies), таксономии (англ. taxonomies) и онтологии (англ. ontologies) и наличие в рассматриваемом графе связей с ними.
- Словарь представляет собой собрание терминов, имеющих во всех контекстах использования этого словаря одинаковый смысл.

- Таксономия — это словарь иерархически организованных терминов.

- Онтология использует предопределённый зарезервированный словарь терминов для определения концепций и отношений между ними для конкретной предметной области. Онтологии можно использовать для выражения семантики терминов словаря, их взаимоотношений и контекстов использования.

Большинство словарей для описываемых субъектов не только содержит предикаты и объекты, но и подразумевает для них ту или иную семантическую нагрузку, не укладывающуюся как правило в собственно RDF-представление словаря. Это могут быть способы использования тех или иных конкретных субъектов, правила, ограничения, рекомендации, обоснования необходимости использования именно их, и т. п. Как правило, это описывается в сопроводительной документации к словарю.

### RDF Schema
RDF Schema предоставляет собой словарь для RDF, который используется, в основном, при описании других словарей. RDF Schema:
- декларирует существование ресурсов, среди которых отдельно выделяет литералы разных типов данных, в том числе строк с указанием языка, строк с XML-или HTML-разметкой;
- декларирует существование классов ресурсов и их подклассов;
- декларирует существование свойств, которые относятся к ресурсам определённого класса, могут объектами иметь ресурсы конкретных классов, и могут быть более узко осмысленным вариантом более общего свойства;
- декларирует существование таких часто используемых свойств как «наименование», «описание», «ресурс-синоним», и некоторых других;
- описывает классы и свойства, позволяющие организовать в модели RDF три вида списков;
- описывает классы и свойства, нужные для реификации (от англ. reification, воплощение) — обеспечения возможности записи триплетов, объектом и субъектом которых являются триплеты.

Описание дополнительной семантической нагрузки этого словаря расположено во всех трёх основных стандартах RDF — в описании концепций RDF (англ.), в описании самого словаря (англ.), и в описании семантики RDF (англ.).
В частности, в описании семантики RDF говорится, что словари могут лишь подразумевать, но не содержать в явном виде триплеты, которые можно получить из остальных триплетов словаря путём исполнения ряда определённых для словаря формальных правил, следующих из семантики используемых словарём понятий. И приведён перечень правил, подразумеваемых словарём RDF Schema.

### OWL
Для записи более сложных логических отношений описываемых ресурсов различных предметных областей в онтологиях служит язык OWL.

## RDF-хранилища
Для хранения RDF-данных используются два основных вида хранилищ: специализированные (native, «родные», «нативные») и не специализированные (non-native). Специализированные хранилища позволяют достичь большей степени оптимизации, но более трудоёмки в проектировании, так как строятся специально для работы с RDF. Остальные хранилища более просты в проектировании (например, за счёт использования механизмов реляционных СУБД или решений NoSQL), но менее оптимизированы под работу с RDF. Специализированные хранилища делятся по способности оперировать с данными, лишь целиком находящимися в оперативной памяти (in-memory) или же способные использовать и внешнюю память (например, жёсткий диск).
Системы для работы с RDF разрабатываются как в рамках исследований, так и для производственного использования. К основным специализированным хранилищам, пригодным для производственного использования, относятся:
- OpenLink Virtuoso;
- Stardog;
- Blazegraph (ранее Bigdata);
- GraphDB (ранее OWLIM);
- RDF4J (ранее Sesame);
- Apache Jena;
- Allegrograph;
- 4Store.

## Применение
Оформление баз знаний или представления их данных в рамках различных проектов в множестве институтов, университетов и иных организаций. В основном, в научно-исследовательских целях.
Поисковые системы предлагают веб-мастерам использовать RDF и аналогичные языки разметки страниц для повышения информативности ссылки на их сайт в результатах поиска.
Социальные сети, с подачи Facebook (opengraph), предлагают веб-мастерам использовать RDF для описания свойств страниц, так же позволяющих красиво оформить ссылку на неё в записи пользователя социальной сети.
В форме RSS 1.0, формат RDF широко используется для краткого представления перечня новых записей на периодически пополняющихся сайтах типа блогов, новостных лент или интернет-журналов.
Кроме вышеперечисленного, в формате RDF представляют данные для анализа и/или интеграции в информационных системах предприятий, что даёт возможность исследовать их при помощи SPARQL (проект D2RQ, например), а при опоре на отраслевой стандарт, например, ISO 15926 позволяет унифицированно обмениваться данными различных предприятий на уровне отрасли.
Использование RDF увеличилось с появлением представления RDF в виде JSON-LD и распространением Linked Data. Например, Google принимает во внимание семантическое описание страницы в одном из RDF-форматов (и с использованием словаря Schema.org) и использует его для более подробного описания результатов поиска.

### Форматы
- RSS (версий 0.9, 1.0);
- FOAF;
- SIOC;
- DOAP;
- Extensible Metadata Platform (XMP).

### Проекты
- DBpedia;
- GeoNames;
- WordNet;
- Базовые общедоступные онтологии:
  - Дублинское ядро;
  - Schema.org;
  - Open Graph[англ.].

### Инструменты
- Rich snippets[англ.];
- Список редакторов онтологий[англ.];
- Список реализаций SPARQL-сервера[англ.].